# Cá lịch cườm
Cá lịch cườm (Gymnothorax dovii) là một loài cá lịch biển được tìm thấy ở khu vực đông Thái Bình Dương, xung quanh quần đảo Galapagos và dọc theo bờ biển Trung Mỹ từ Costa Rica đến Colombia. Chúng cũng được tìm thấy tại vịnh California. Kích thước có thể đạt đến chiều dài khoảng 170 cm.